# Subaru EA
Subaru EA — серия автомобильных двигателей внутреннего сгорания, производившихся подразделением Fuji Heavy Industries компании Subaru. Относится к первому поколению оппозитных двигателей Subaru. Охлаждение — водяное.

## Описание
До 1966 года компания Subaru выпускала только кей-кары. В 1960 году компания разработала оппозитный двигатель с воздушным охлаждением для прототипа Subaru 1500, однако подразделение Fuji Heavy Industries не смогло продолжить разработку из-за нехватки финансирования. Чуть позже был создан прототип переднеприводного автомобиля с двигателем объёмом 923 см3 с водяным охлаждением, на основе которого был создан Subaru 1000 с двигателем EA-52. Продажи начались в 1966 году.
Двигатели Subaru EA имеют алюминиевые блоки цилиндров и их головки. Количество клапанов на цилиндр — 2. Конфигурация — OHV (с толкателями) или SOHC.
Двигатели Subaru серии EA выпускались с 1966 по 1994 год. Они устанавливались на Subaru FF-1 Star, Subaru Leone, Subaru Brat (Brumby), Subaru Loyale, Subaru Omega (купе), Subaru Vortex, Subaru RX и Subaru XT (Alcyone).
| Модель | Модель                                    | Годы производства | Габариты      | Габариты         | Габариты    | Степень сжатия | Клапанный механизм                                     | Производительность                          | Производительность               |
| Модель | Модель                                    | Годы производства | Рабочий объём | Диаметр цилиндра | Ход поршня  | Степень сжатия | Клапанный механизм                                     | Мощность                                    | Крутящий момент                  |
| ------ | ----------------------------------------- | ----------------- | ------------- | ---------------- | ----------- | -------------- | ------------------------------------------------------ | ------------------------------------------- | -------------------------------- |
| EA-52  | EA-52                                     | 1966—1970         | 977,2 см3     | 72 мм 2,8 ″      | 60 мм 2,4 ″ | 9.0:1          | OHV (с толкателями)                                    | 40 кВт (54 л. с.) при 6000 об/мин           | 77 Н·м при 3200 об/мин           |
| EA-53  | EA-53                                     | 1967—1968         | 977,2 см3     | 72 мм 2,8 ″      | 60 мм 2,4 ″ | 10.0:1         | OHV (с толкателями), двойной карбюратор                | 49 кВт (66 л. с.) при 6600 об/мин           | 80 Н·м при 4600 об/мин           |
| EA-61  | EA-61                                     | 1969—1972         | 1088 см3      | 76 мм 3,0 ″      | 60 мм 2,4 ″ | 8.5:1          | OHV (с толкателями)                                    | 46 кВт (61 л. с.) при 5600 об/мин           | 88 Н·м при 4000 об/мин           |
| EA-62  | (Regular)                                 | 1971—1972         | 1267,5 см3    | 82 мм 3,2 ″      | 60 мм 2,4 ″ | 9.0:1          | OHV (с толкателями)                                    | 59 кВт (79 л. с.) при 6400 об/мин           | 99 Н·м при 4000 об/мин           |
| EA-62  | EA-62S                                    | 1969—1972         | 1267,5 см3    | 82 мм 3,2 ″      | 60 мм 2,4 ″ | 10.0:1         | OHV (с толкателями), двойной карбюратор                | 68 кВт (92 л. с.) при 7000 об/мин           | 103 Н·м при 5000 об/мин          |
| EA-63  | (JDM)                                     | 1973—1979         | 1361 см3      | 85 мм 3,3 ″      | 60 мм 2,4 ″ | 8.5:1          | OHV (с толкателями)                                    | 53—57 кВт (71—77 л. с.) при 6000 об/мин     | 100—103 Н·м при 3600—4000 об/мин |
| EA-63  | (США)                                     | 1973—1976         | 1361 см3      | 85 мм 3,3 ″      | 60 мм 2,4 ″ | 8.5:1          | OHV (с толкателями)                                    | 43 кВт (58 л. с.) при 5600 об/мин           | 92 Н·м при 2400 об/мин           |
| EA-64  | EA-64                                     | 1973—1979         | 1176 см3      | 79 мм 3,1 ″      | 60 мм 2,4 ″ | 9.0:1          | OHV (с толкателями)                                    | 51 кВт (68 л. с.) при 6000 об/мин           | 94 Н·м при 3600 об/мин           |
| EA-65  | EA-65                                     | 1979—1994         | 1298 см3      | 83 мм 3,3 ″      | 60 мм 2,4 ″ | 9.0:1          | OHV (с толкателями)                                    | 48 кВт (65 л. с.) при 5600 об/мин           | 115 Н·м при 3200 об/мин          |
| EA-71  | (JDM)                                     | 1976—1994         | 1595 см3      | 92 мм 3,6 ″      | 60 мм 2,4 ″ | 9.0:1          | OHV (с толкателями), цепной привод                     | 60—64 кВт (81—86 л. с.) при 5600 об/мин     | 118—121 Н·м при 3600 об/мин      |
| EA-71  | EA-71S (JDM)                              | 1976—1994         | 1595 см3      | 92 мм 3,6 ″      | 60 мм 2,4 ″ | 9.0:1          | OHV (с толкателями), цепной привод, двойной карбюратор | 70 кВт (94 л. с.) при 6400 об/мин           | 121 Н·м при 4000 об/мин          |
| EA-71  | (США)                                     | 1976—1979         | 1595 см3      | 92 мм 3,6 ″      | 60 мм 2,4 ″ | 9.0:1          | OHV (с толкателями), цепной привод                     | 50 кВт (67 л. с.) при 5200 об/мин           | 110 Н·м при 2400 об/мин          |
| EA-71  | (США)                                     | 1980—1987         | 1595 см3      | 92 мм 3,6 ″      | 60 мм 2,4 ″ | 9.0:1          | OHV (с толкателями)                                    | 51 кВт (68 л. с.) при 4800 об/мин           | 114 Н·м при 2800 об/мин          |
| EA-72  | EA-72                                     | Н/Д               | 1595 см3      | 92 мм 3,6 ″      | 60 мм 2,4 ″ | 8.7:1          | SOHC                                                   | Н/Д                                         | Н/Д                              |
| EA-81  | (США)                                     | 1980—1994         | 1781 см3      | 92 мм 3,6 ″      | 67 мм 2,6 ″ | 8.7:1          | OHV (с толкателями)                                    | 54 кВт (73 л. с.) при 4800 об/мин           | 127 Н·м при 2400 об/мин          |
| EA-81  | (Европа)                                  | 1980—1994         | 1781 см3      | 92 мм 3,6 ″      | 67 мм 2,6 ″ | 8.7:1          | OHV (с толкателями)                                    | 59—60 кВт (79—81 л. с.) при 6000 об/мин     | 132 Н·м при 2400 об/мин          |
| EA-81  | EA-81T (турбированный)                    | 1983—1984         | 1781 см3      | 92 мм 3,6 ″      | 67 мм 2,6 ″ | 7.7:1          | OHV (с толкателями)                                    | 71 кВт (95 л. с.) при 4200 об/мин           | 167 Н·м при 2800 об/мин          |
| EA-82  | (Карбюратор)                              | 1984—1994         | 1781 см3      | 92 мм 3,6 ″      | 67 мм 2,6 ″ | 8.7/9.0:1      | SOHC, карбюратор                                       | 63 кВт (84 л. с.) при 5200 об/мин           | 137 Н·м при 3200 об/мин          |
| EA-82  | (SPFI)                                    | 1984—1994         | 1781 см3      | 92 мм 3,6 ″      | 67 мм 2,6 ″ | 9.0:1          | SOHC, SPFI                                             | 67 кВт (90 л. с.) при 5600 об/мин           | 137 Н·м при 3200 об/мин          |
| EA-82  | (MPFI)                                    | 1984—1994         | 1781 см3      | 92 мм 3,6 ″      | 67 мм 2,6 ″ | 9.5:1          | SOHC, MPFI                                             | 72 кВт (97 л. с.) при 5200 об/мин           | 140 Н·м при 3200 об/мин          |
| EA-82  | EA-82T (турбированный); США               | 1984—1990         | 1781 см3      | 92 мм 3,6 ″      | 67 мм 2,6 ″ | 7.7:1          | SOHC, MPFI                                             | 83—86 кВт (111—115 л. с.) при 5200 об/мин   | 182 Н·м при 2800 об/мин          |
| EA-82  | EA-82T (турбированный); Европа/Япония     | 1984—1990         | 1781 см3      | 92 мм 3,6 ″      | 67 мм 2,6 ″ | 7.7:1          | SOHC, MPFI                                             | 100—101 кВт (134—136 л. с.) при 5200 об/мин | 197 Н·м при 2800 об/мин          |
|        | EA82T (турбированный); рабочая группа A/B | 1984—1988         | 1781 см3      | 92 мм 3,6 ″      | 67 мм 2,6 ″ | 7.5:1          | SOHC, MPFI                                             | 134—142 кВт (180—190 л. с.) при 6450 об/мин | 230 Н·м при 5200 об/мин          |

## Модификации

### EA-52
Двигатель Subaru EA-52 выпускался с 1966 по 1970 год.

#### Применения
- Subaru 1000
- Subaru FF-1 Star

### EA-53
Двигатель Subaru EA-53 с двумя карбюраторами выпускался с 1967 по 1968 год и применялся в Subaru 1000 Sports Sedan, продававшемся на японском рынке.

### EA-61

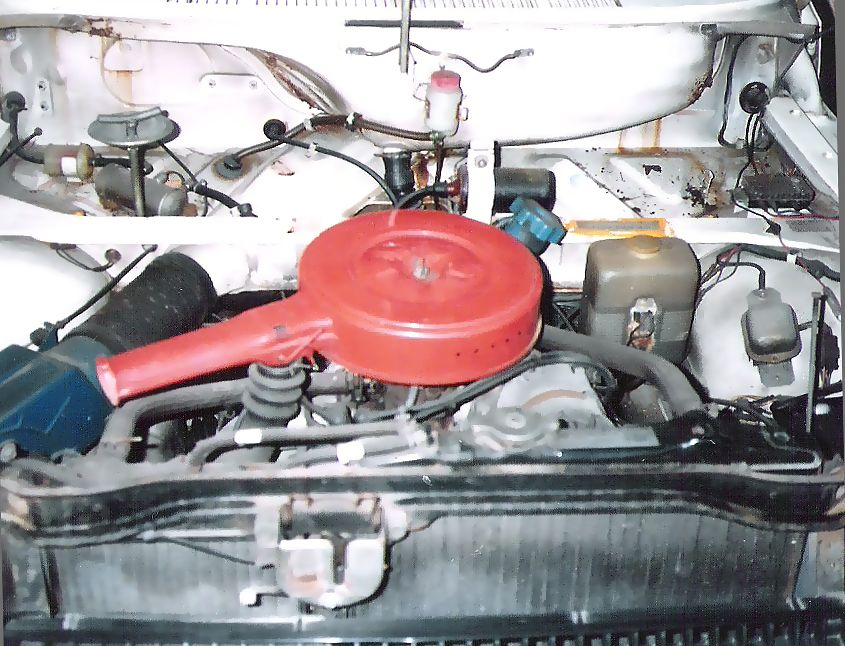
Двигатель Subaru EA-61 объёмом 1,1 л

Двигатель Subaru EA-61 выпускался с 1969 по 1972 год. В спортивных автомобилях Subaru FF-1 и FF-1 Super Touring применялись двигатели EA-61S с двумя карбюраторами.

### EA-62
Двигатель Subaru EA-62 выпускался с 1971 по 1972 год.
- Subaru FF-1 1300 G
- Subaru G (в США — 1300G)

#### EA-62S
EA-62S — двигатель с двумя карбюраторами Zenith-Stromberg.

##### Применения
- Subaru FF-1 1300G Sports Sedan и Super Touring (Япония)

### EA-63
Двигатель Subaru EA-63 выпускался с 1973 по 1979 год в Японии, а до 1976 года — в США.

#### Применения
- 1973—1979 Subaru Leone

### EA-64
Двигатель Subaru EA-64 выпускался с 1973 по 1979 год. До сентября 1975 года двигатель устанавливался на седаны.

#### Применения
- 1973—1975 Subaru Leone (седан)
- 1973—1977 Subaru Leone (фургон) A25
- 1973—1979 Subaru Leone (фургон) A65

### EA-65
Двигатель Subaru EA-65 выпускался с 1975 по 1985 год.

#### Применения
- 1975—1985 Subaru Leone (JDM, Европа, Африка, Азия и Латинская Америка)

### EA-71

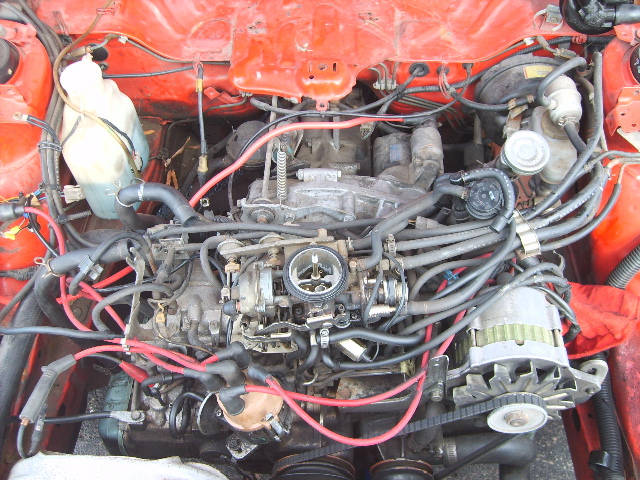
Subaru EA-71

Двигатель Subaru EA-71 выпускался с 1976 по 1994 год в Японии, а до 1990 года — в США. Двигатели ранних выпусков оснащались карбюратором, а двигатели поздних выпусков — системой впрыска топлива.

#### Применения
- 1976—1994 Subaru Leone
- 1978—1980 Subaru BRAT
- 1980—1990 Subaru Hatchback

#### EA-71S
EA-71S — двигатель с двумя карбюраторами Hitachi.

##### Применения
- 1979—1981 Subaru Hatchback
- 1979—1980 Subaru BRAT
- 1979—1983 Subaru Manatee (гоночный автомобиль, JDM)

### EA-72
Двигатель EA-72 был разработан в 1989 году в единственном экземпляре.

#### Технические характеристики
- Объём: 1595 см3
- Диаметр цилиндра: 92 мм
- Ход поршня: 60 мм
- Степень сжатия: 8,7:1
- Клапанный механизм: SOHC

### EA-81
Двигатель Subaru EA-81 выпускался с 1980 по 1984 год.

#### Применения
- 1980—1989 Subaru Leone
- 1981—1994 Subaru BRAT, Subaru Brumby
- 1980—1990 Subaru Hatchback

#### EA-81S
В двигателе EA-81S применялся двойной карбюратор Hitachi на одном впускном коллекторе, а в двигателях более поздних выпусков для ралли «Сафари» 1983 года — два карбюратора Weber с нисходящим потоком, каждый из которых был установлен непосредственно над каждой головкой блока цилиндров. Головка блока цилиндров и клапанный механизм двигателей EA81S отличаются от обычных аналогов расположением впускных и выпускных коллекторов на головках блока цилиндров.

##### Применения
- 1980—1982 Subaru Leone (два карбюратора Hitachi)
- 1980—1982 Subaru BRAT, Subaru Brumby (два карбюратора Hitachi)
- 1983 Subaru RX (Safari Rally Edition — два карбюратора Weber)

#### EA-81T
EA-81T — двигатель с турбокомпрессором и многоточечным впрыском топлива. Давление наддува — 0,48 бар.

##### Применения
- 1983—1984 Subaru Leone
- 1983—1984 Subaru BRAT

### EA-82

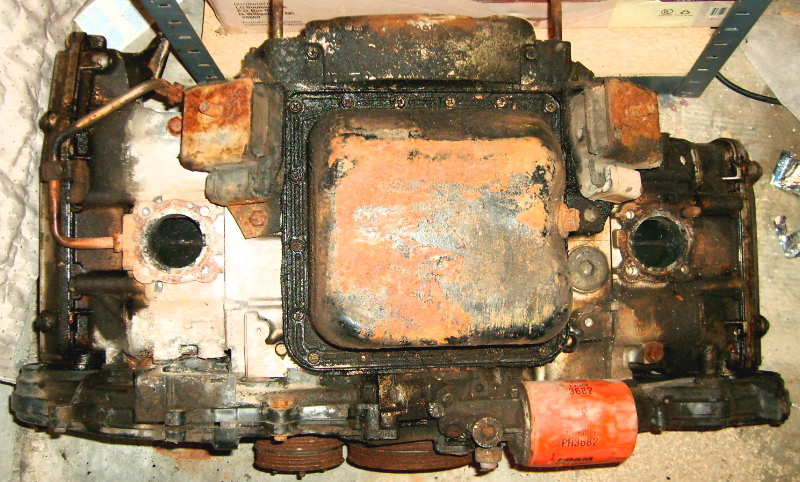
Subaru EA-82

EA-82 — двигатель рабочим объёмом 1,8 л, выпускавшийся с 1984 по 1994 год. Он оснащался карбюратором, системой одноточечного или многоточечного впрыска топлива, а также гидравлическими толкателями.

#### Применения
- 1984—1994 Subaru Leone, Subaru Loyale, Subaru Omega
- 1985—1991 Subaru XT / Alcyone / Vortex

#### EA-82T
EA-82T — турбированный двигатель с системой MPFI, представленный в 1984 году на Subaru Leone в комплектациях GL-10 и RX Turbo и на XT (Vortex), а позднее — на Subaru Leone RX Coupe.

### ER27
ER — шестицилиндровый двигатель объёмом 2,7 л, производившийся с 1988 по 1991 год подразделением Fuji Heavy Industries компании Subaru. Блок цилиндров и его головка — алюминиевые. Двигатель устанавливался на Subaru Alcyone VX (в США — XT-6).

#### Технические характеристики
- Объём: 2,7 л (2672 см3)
- Диаметр цилиндра: 92 мм
- Ход поршня: 67 мм
- Клапанный механизм: SOHC
- Мощность: 112 кВт (150 л. с.)